# Anthracothorax viridis
Anthracothorax viridis là một loài chim trong họ Trochilidae.